# Urocitellus idahoensis
Urocitellus idahoensis — вид гризунів родини Sciuridae. Він є ендемічним для штату Айдахо на заході Сполучених Штатів. Раніше його вважали підвидом ховраха Піуте, перш ніж у 2025 році його було визначено як окремий вид на основі генетичних відмінностей.
Запропоновано два підвиди: U. i. idahoensis та U. i. artemesiae.